# World Version W5
Pour les articles homonymes, voir W5.
La Version internationale de W5 (W5 kickboxing professionnel) est une promotion du kickboxing d'origine russe ayant son siège social à Bratislava, en Slovaquie et à Moscou, en Russie. Les tournois organisés par W5 en Russie et en Slovaquie sont sous la réglementation W5.
W5 internationale a été créée en 2007, lorsque les partenaires d'affaires, les sportifs et les amateurs de kickboxing très impliqués, tels que Sergey Chepinoga et Dmitry Ivanov, ont tenu leur premier tournoi en commun à Budva, au Monténégro. À ce jour[évasif], W5 a promu plus de 30 tournois de kickboxing professionnels.
Jusqu'à présent, les tournois en vertu des règles W5 ont eu lieu avec succès à Vienne (Autriche), Bratislava (Slovaquie), Ingolstadt (Allemagne), Budva (Monténégro), Minsk (Biélorussie), Moscou, Riazan, Orel, Kaliazine et beaucoup d'autres villes de Russie.

## Historique
Le 5 juillet 2007, dans un stade de football situé directement sur la côte de la mer à Budva, au Monténégro, a eu lieu le tournoi de kickboxing professionnel Rame uz Rame (traduit du serbe épaule contre épaule). Environ 5 000 spectateurs ont assisté à ce tournoi.

## Règles

### Rounds
Le combat dure trois rounds de trois minutes. Si pendant la période principale de combat, il est impossible de déterminer le gagnant alors un tour supplémentaire doit être effectué. Dans les combats de titre pour les ceintures de champion du monde, champion intercontinental, champion d'Europe, le nombre de tours est de cinq. La rupture entre les deux tours est d'une minute.

### Catégories de poids
Les participants masculins du tournoi W5 jouent dans les catégories de poids jusqu'à 60, à 67, à 71, à 75, à 81, à 84 et plus de 90 kg.  

## Combattants célèbres

### Champions actuels
- Artem Pashporin, Champion du Monde, 71 kg
- Enrique Gogokhia, champion Intercontinental, 71 kg
- Darryl Sichtman, champion d'Europe, 75 kg
- Julia Berezikova, Champion du Monde, 56 kg
- Dzhabar Askerov, champion d'Europe, 71 kg
- Sergei Kharitonov, champion du monde, plus de 90 kg

### Combattants notables qui ont participé au tournoi W5
- Anastasia Yankova
- Chris Ngimbi
- Shemsi Beqiri
- Vladislav Tuinov
- Foad Sadeghi
- Sasa Yovanovic
- Alim Nabiev
- Vladimir Moravčík

### Combattant sous contrats
- Vladislav Tuinov
- Enrique Gogokhia
- Alexandre Kotov